# Presentatielaag
Binnen het 7 lagen tellende OSI-model is de presentatielaag de 6e laag van onder gerekend en doet dienst als de informatie vertaler van het netwerk. Deze laag wordt ook wel de syntaxlaag genoemd.

## Beschrijving
De presentatielaag vertaalt en formatteert de data en levert deze aan de toepassingslaag voor verdere behandeling of weergave. Op deze wijze wordt de applicatie ontlast van de bemoeienis met de syntactische verschillen in datacodering. Een voorbeeld is het omzetten van EBCDIC naar ASCII code.
De presentatielaag is de laagste laag waar programmeurs zich nog bezighouden met datastructuur en weergave. Daaronder is er alleen nog sprake van het heen en weer zenden van datagrammen of -pakketten tussen computers.
De presentatielaag behandelt de karakter-representatie, of de programmeur nu gebruik maakt van de Pascal of de C/C++ methode. Het idee is dat de applicatielaag moet kunnen volstaan met slechts het aanwijzen van de te verplaatsen data en de presentatielaag de rest voor haar rekening neemt.
Serialisatie van complexe datastructuren naar byte-reeksen (zoals bij het gebruik van SGML of XML) kunnen worden gezien ais een van de sleuteltaken van de presentatielaag. Andere voorbeelden zijn: de objecten bij objectgeoriënteerd programmeren en de manier waarop streaming media wordt verzonden.
Dataversleuteling en -ontcijfering kan worden toegepast op laag 2 t/m 7 van OSI-model, ieder met zijn eigen voor- en nadelen. Bijvoorbeeld contact met de bank is typisch een voorbeeld waarbij versleuteling en -ontcijfering plaatsvindt op de presentatielaag.
Binnen de TCP/IP Suite wordt geen onderscheid gemaakt tussen de applicatie- en presentatielaag. Bijvoorbeeld het HyperText Transfer Protocol (http), dat doorgaans gezien wordt als een applicatielaag-protocol heeft ook presentatielaag aspecten, zoals het identificeren van tekencodering voor de juiste conversie. Om deze reden overspant http binnen het OSI-model de applicatie- en presentatielaag.

## Taken
- Dataconversie
- Karaktercode-vertaling
- (De)compressie
- Versleuteling en ontcijfering

## Gebruik binnen de standaardmodellen
De presentatielaag wordt alleen gebruikt in het OSI-model en niet binnen de Internet Protocol Suite. Feitelijk overspant de toepassingslaag van de TCP/IP Protocol Suite, drie lagen van het OSI-model: de toepassingslaag, de (hier besproken) presentatielaag en de sessielaag. Het OSI-model specificeert een strikte functiescheiding voor deze lagen en voorziet in unieke protocollen voor elk van deze lagen.

## Presentatielaagprotocollen binnen het OSI-model
- AFP (bestandstransportsysteem van Apple)
- http (protocol voor de communicatie tussen een webbrowser en -server)
- NCP (Het NetWare kernprotocol van Novell)
- PAD (een X.25 protocol)
- SGML (protocol voor de syntaxis van opmaaktalen)
- Telnet (op afstand aanmelden op "host computers")
- XML (een standaard van het World Wide Web Consortium voor de syntaxis van formele opmaaktalen)